# Bogusław Pawłowski
Bogusław Zbigniew Pawłowski (* 8. Juni 1962 in Prudnik, Polen) ist ein polnischer Biologe, der den Lehrstuhl für Humanbiologie an der Universität Breslau innehat.

## Werdegang
Im Jahr 1996 promovierte er zum Doktor der Biologie an der Universität Breslau. Er habilitierte sich am 22. Dezember 2003. Prof. Pawłowski beschäftigt sich mit den Mechanismen menschlicher Evolution und dem biologischen Hintergrund des Verhaltens eines Menschen und seinen Präferenzen. Im Rahmen einer Studie ist Boguslaw Pawlowski der Frage „Warum lange Beine attraktiver sind“ auf den wissenschaftlichen Grund gegangen.

## Werke (Auswahl)
- mit Grazyna Jasienska: Women’s preferences for sexual dimorphism in height depend on menstrual cycle phase and expected duration of relationship. In: Biological Psychology. Band 70, Nr. 1, 2005, S. 38–43, doi:10.1016/j.biopsycho.2005.02.002.
- Heat loss from the head during infancy as a cost of encephalization. In: Current Anthropology. Band 46, Nr. 1, 2005, S. 136–141, doi:10.1086/427100.
- Putative Selection Pressures Acting on the Early Hominins. In: Winfried Henke, Ian Tattersall (Hrsg.): Handbook of Palaeoanthropology. Band 3, Springer, Berlin/Heidelberg/New York 2007, ISBN 978-3-540-32474-4, S. 1410–1440, Kapitel 3.

## Auszeichnungen
- 2016: Verdienstkreuz der Republik Polen
- 2017: Medaille KEN